# La Cámpora

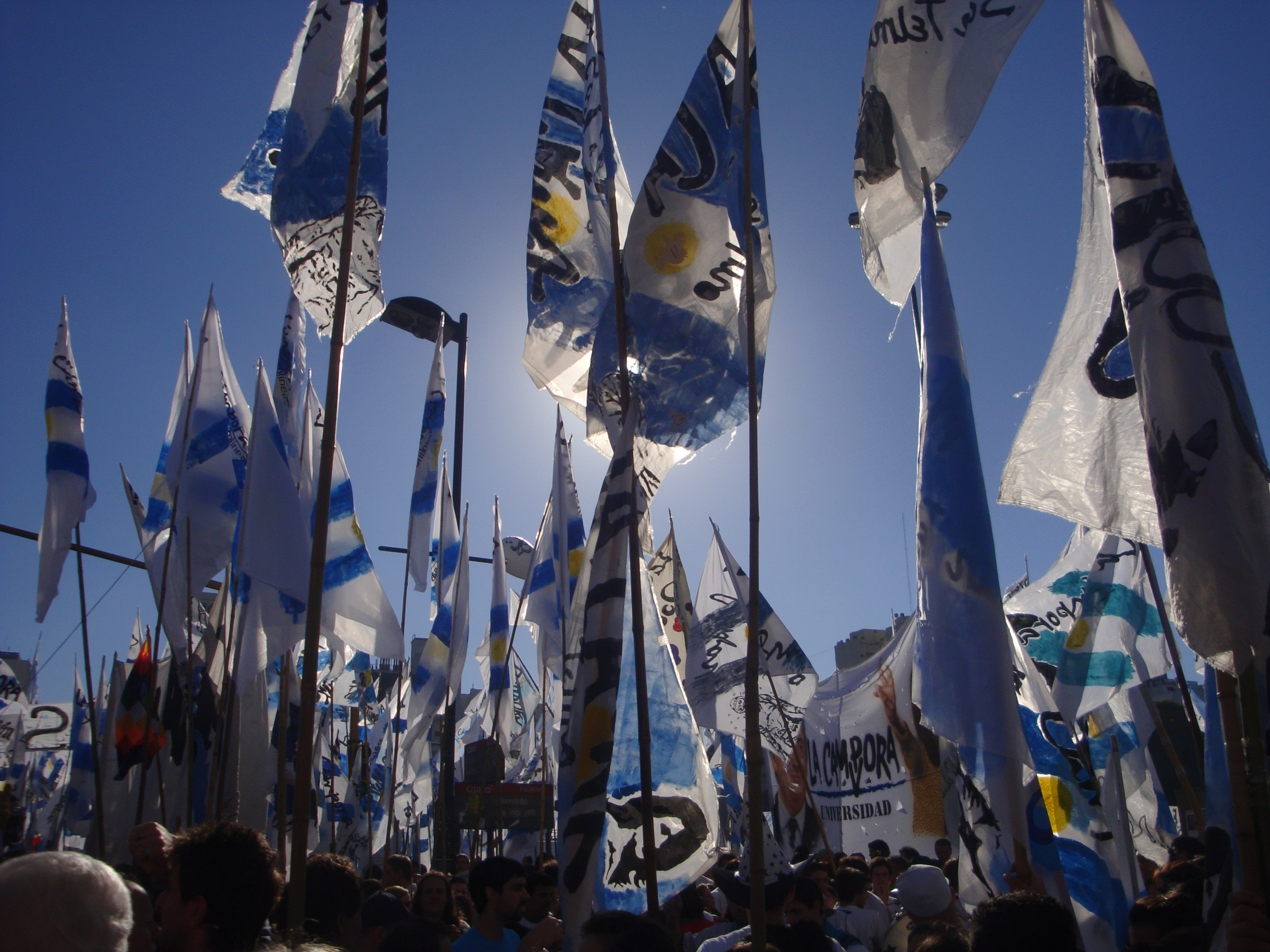
Membros da "La Cámpora" durante uma manifestação.

La Cámpora é uma organização política juvenil argentina que apoia os governos de Néstor Kirchner, Cristina Fernández de Kirchner e Alberto Fernández. Recebe esse nome em homenagem ao ex-presidente peronista Héctor José Cámpora.
A organização foi criada em 2003 por Máximo Kirchner, filho de Néstor e Cristina, e ganhou destaque político após a morte de Néstor, em 2010.
O grupo reivindica as ações do grupo guerrilheiro Montoneros, e por isso recebeu o nome de Héctor José Cámpora, que os favoreceu. A metodologia de La Cámpora, porém, não tem semelhança com Montoneros, já que buscam confrontar a direita política por meio de novas tecnologias, incluindo blogs, Facebook, Twitter e outras redes sociais na internet. La Cámpora afirma enfrentar os conglomerados de mídia que controlam a grande maioria da mídia argentina e trabalham, segundo eles mesmos, para minar os governos Kirchnernistas.
Inicialmente, o grupo não era grande, como o usual da maioria das alas juvenis argentinas. Porém, após a morte de Néstor Kirchner em 2010, a organização se tornou um dos três grupos políticos que lutavam pelo controle do poder dentro do governo de Cristina Kirchner, sendo as outras a Confederação Geral do Trabalho, e o próprio Partido Justicialista. Cristina instruiu que as listas de candidatos a legisladores provinciais incluam pelo menos dois ou três membros de La Cámpora entre os oito primeiros.